# Білорусь у російсько-українській війні
Республіка Білорусь та білоруси перебували в різному ступені залучености в російсько-українській війні. Події ознаменувалися найбільш масштабною участю білорусів у бойових діях за кордоном у XXI столітті.

### Загальна інформація
Відомо що Білорусь проводила активну торгівлю із окупованими Росією українськими регіонами починаючи з 2014 року.
Участь Білорусі засудили в країнах Заходу, ЄС, США, Сполучене Королівство, Канада та Японія запровадили санкції проти Білорусі. За даними Chatham House, участь Білорусі у війні є непопулярною серед населення. Протести відбулися 27 лютого, в день конституційного референдуму, на якому просили скасувати статус без'ядерної країни Білорусі, але були швидко розігнані. Хакери атакували державні установи Білорусі, а також критично важливу інфраструктуру країни, щоб перешкодити військовим діям Росії в Білорусі.
Республіка Білорусь, близький союзник Російської Федерації, підтримала свого східного сусіда у російському вторгненні в Україну у 2022 році. Перед початком широкомасштабного вторгнення Республіка Білорусь дозволила ЗС РФ проводити тижневі військові навчання на своїй території; однак російські війська не залишили країну після того, як вони мали закінчити. Білорусь дозволила Російській Федерації здійснити частину вторгнення зі своєї території, надаючи Росії найкоротший наземний шлях до столиці України Києва. Однак ці сили відступили протягом двох місяців, таким чином припинивши наземні військові операції, що ведуться з Білорусі, і в результаті українська частина прикордонного регіону була деокупована Україною Незважаючи на це, ситуація на кордоні залишається напруженою, Україна закриває пункти пропуску, що ведуть до Білорусі, за винятком особливих випадків.

## Передумови

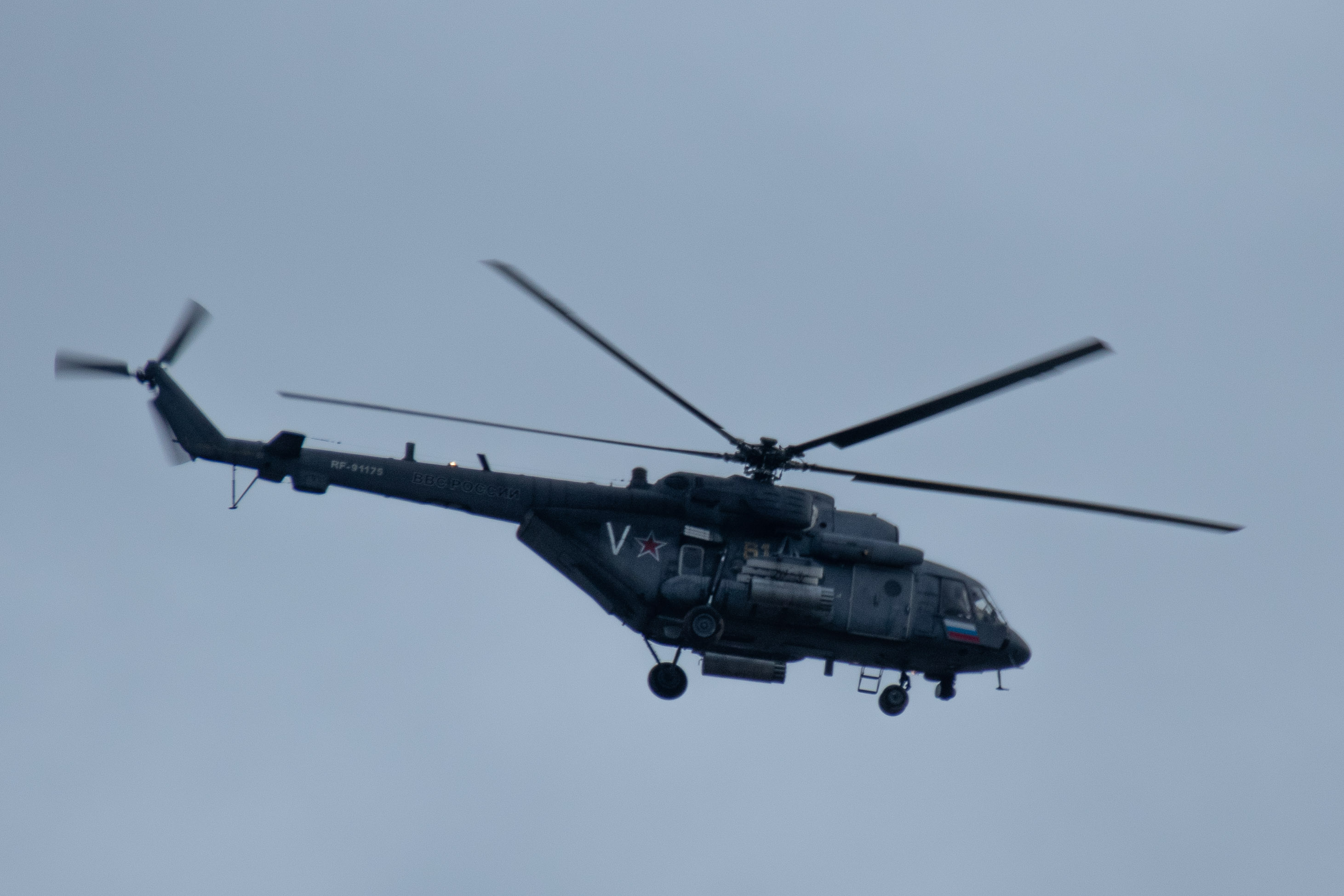
Російський гелікоптер Мі-171Ш (Мі-8АМТШ) ВПС Росії над Мінськом (23 лютого 2022)

Білорусь на півночі України має 1084 км спільного кордону. Її близькість до столиці м. Київ вважається важливою стратегічною цінністю. Обидві сучасні держави були утворені після Жовтневої революції 1917 року у формі Білоруської Народної Республіки та Української Народної Республіки, які після завоювання цих територій Радянським Союзом були відновлені як Білоруська та Українська РСР у 1919 році до об'єднання з Радянською Росією, що створило Радянський Союз у 1922 році. Сучасні кордони були встановлені після Другої світової війни, коли Радянський Союз приєднав західні частини Білорусі та України від Польської Республіки, Королівства Угорщина, Чехословаччини та Румунського королівства і з тих пір залишаються незмінними, навіть коли дві республіки стали незалежними країнами в 1991 році після розпаду Радянського Союзу.
Попередня редакція Конституції Білорусі передбачала нейтралітет країни. Проте 27 лютого в Білорусі відбувся конституційний референдум, який був оголошений таким, що відбувся з підтримкою 65 %. Одна зі змін — скасування Білоруссю свого нейтрального та без'ядерного статусу. Пізніше Лукашенко уточнив, що вимагатиме від Росії доставити ядерну зброю, якщо НАТО захоче доставити її до Польщі чи Литви, західних сусідів країни.

### Напередодні російської агресії
28 лютого 2014 року Міністерство закордонних справ Білорусі виразило занепокоєння щодо подій в Україні. 5 березня нелегітимний президент Білорусі Олександр Лукашенко заявив про підтримку територіальної цілісності України. 23 березня нелегітимний самопроголошений президент Олександр Лукашенко назвав Крим, де-факто, частиною Російської Федерації, але зазначив, що «Україна повинна залишатися цілісною, неподільною, позаблоковою державою».

## Анексія Криму та війна на сході України
У травні 2014 року начальник управління інформації МЗС Білорусі Дмитро Мірончік закликав сторони збройного конфлікту до мирного діалогу. Він заявив, що рішення даного питання повинне базуватися на об'єднавчих засадах, і його необхідно шукати в першу чергу в рамках широко загальнонаціонального діалогу, в якому були б представлені інтереси всіх сил. У липні 2014 року в Мінську був запущений мирний процес щодо врегулювання війни на сході України. У якості робочого органу для вирішення оперативних питань була створена тристороння контактна група, що складалася з представників України, терористичних «Донецької» і «Луганської народних республік», Російської Федерації, а також ОБСЄ. Для вирішення війни на сході України була сформована «Нормандська четвірка», яка складалася з глав держав і дипломатів Німеччини, Російської Федерації, України та Франції.
У лютому 2015 року на зустрічі представників Нормандського формату в Мінську був присутній Олександр Лукашенко. У рамках серії зустрічей і переговорів були підписані ряд угод, відомих як «мінські»:
- Мінський протокол або Мінськ-1 (5 вересня 2014 року)
- Мінський меморандум (19 вересня 2014 року)
- Мінська угода або Мінськ-2 (11—12 лютого 2014 року)

Республіка Білорусь спочатку заперечувала свою причетність до війни, але згодом визнала, що дозволила російським ракетним установкам, розміщеним на її території, обстрілювати українські цілі. Серед білоруської опозиції та українських військових з'явилося кілька повідомлень про те, що білоруські війська перебувають в Україні та воюють разом з росіянами, але самопроголошений президент Білорусі Олександр Лукашенко їх спростував і заявив, що Збройні сили Республіки Білорусь не братимуть безпосередньої участи у війні. Станом на початок 2023 року ЗСРБ не брали участь у бойових діях проти України та залишалися на території Білорусі протягом усієї війни. Самопроголошений президент Білорусі Олександр Лукашенко заявив, що «не буде» відправляти солдатів в Україну, якщо на неї не нападають першими.

### Напередодні повномасштабного вторгнення
Перед широкомасштабним російським вторгненням 6 лютого 2022 року самопроголошений президент Білорусі Олександр Лукашенко стверджував, що Україна нібито за 15 років увійде до складу Союзної держави Росії та Білорусі, якщо «ми не наробимо помилок».
У перші дні вторгнення Білорусь також брала участь у мирних ініціативах, проводячи російсько-українські переговори на своєму кордоні. Незважаючи на деякі попередні домовленості, переговори не привели до тривалого припинення вогню.
За даними МЗС України, на початку вторгнення Олександр Лукашенко запевнив президента України Володимира Зеленського, що не залучатиме збройні сили своєї країни на боці Російської Федерації. Перший на початку 2023 року заявив, що Україна запропонувала оформити цю домовленість пактом про ненапад.

## Російське вторгнення з 2022 року

### 2022

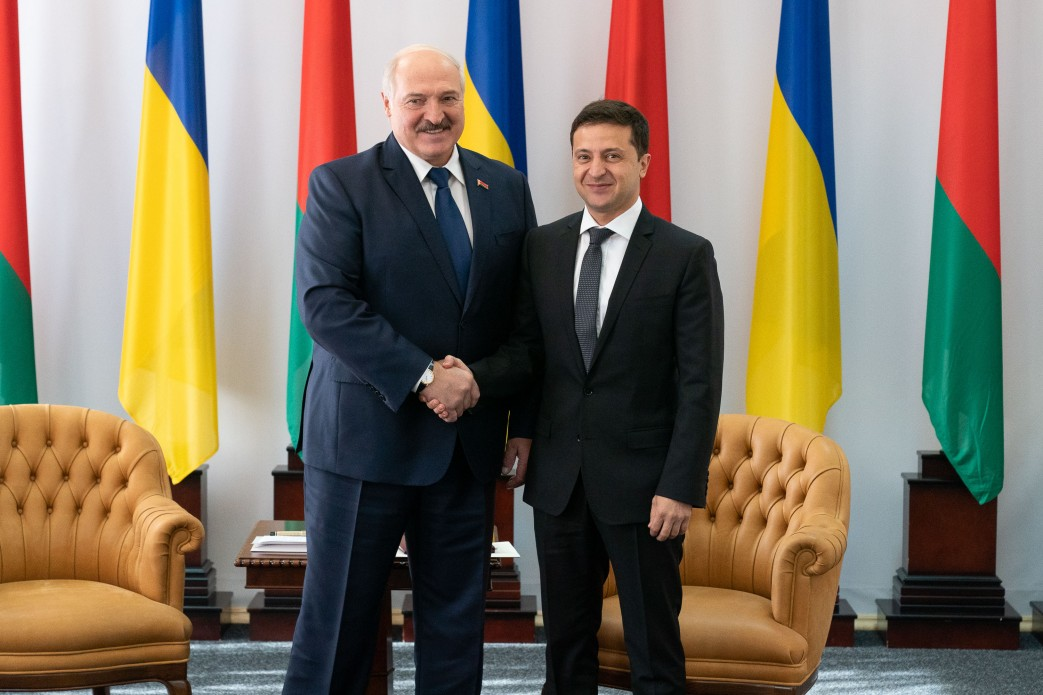
Олександр Лукашенко та Володимир Зеленський у Житомирі 4 жовтня 2019 року.

На початкових етапах війни Білорусь надала свою територію російським солдатам для нападу на Україну, але, схоже, не посилала своїх солдатів на війну. У день вторгнення Держприкордонслужба України повідомила про спробу російських військ прорватися через білорусько-український кордон на пункті пропуску містечка Вільча та атаку гелікоптера без розпізнавальних знаків на міст біля Славутича. CNN опублікував відео, на якому видно, як танки в'їжджають в Україну через прикордонний пункт «Сеньківка», на трипості з Росією. Того ж дня Чорнобиль разом із сусідньою колишньою АЕС було захоплено після того, як російські війська увійшли в Україну з Білорусі через незаселену Чорнобильську зону відчуження.
Білорусь також дозволила Росії повний доступ до своїх військових авіабаз для російських військових літаків для запуску літаків і своїх військових установок для обстрілу артилерією та ракетами зі своєї території в бік свого південного сусіда або для перетину його кордону на південь. Вже 24 лютого український головком повідомив, що з Білорусі в бік південного заходу України були запущені чотири балістичні ракети. Через два дні Maxar Technologies опублікувала супутникові знімки 150 гелікоптерів і сотень наземних машин, розміщених поблизу Хойників, близько 50 км (31 миля) від українського кордону з 90 вертольотами, які використовували місцеву пряму дорогу як тимчасову авіабазу Білоруські ЗМІ та Telegram- канали також поширили численні відео та фото, на яких видно пересування російської бронетехніки та вертольотів на півдні Білорусі. Через три дні Український центр стратегічних комунікацій повідомив, що житомирський аеропорт розбомбили ракетами, випущеними з території Білорусі. 8 березня ImageSat International опублікував супутникові знімки трьох ракетних установок (можливо, російських 9К720 «Іскандер „) у полі поблизу Калінкавичів (південний схід Білорусі), а також нових літаків (російських А-50 або А-100) і важких вертольотів Мі-26 у Барановичах.
Згодом почали з'являтися повідомлення про білоруські війська в Україні. 28 лютого опозиційний білоруський ЗМІ «Хартія 97» з посиланням на анонімні білоруські та українські джерела заявило, що серед поранених і вбитих окупаційних військ в Україні є деякі білоруські військові 1 березня український високопоставлений військовий повідомив суспільному мовнику Суспільне, що білоруські військові були помічені на території Чернігівської області з 27 лютого і що вони рухалися з Городні в напрямку Чернігова, столиці найпівнічнішої області України; однак Офіс президента не зміг підтвердити ці звіти.
Повідомляється, що поранених в Україні російських військовослужбовців лікували білоруські та російські лікарі в госпіталях у Гомелі та інших містах Гомельської області. Загиблих в Україні російських військових помістили в морги на Гомельщині. 13 березня українські ЗМІ повідомили, що лікування поранених російських військових у білоруських госпіталях призвело до того, що всі запаси крові, створені для солдатів, вичерпані, і лікарі почали використовувати резерви для цивільного населення Білорусі. Також повідомлялося, що білорусів закликають здавати кров.
3 березня Олександр Лукашенко заявив, що Білорусь хочуть «заштовхати у війну в Україні» та наголосив, що білоруси боротимуться лише на своїй землі. За його словами, «війна Білорусі з Україною потрібна ворогам, щоб оголити інші кордони Білорусі, але він „розкусив“ цей план».
За даними новинного телеканалу Хартія 97 за 5 і 6 березня 2022 року, більшість білоруських військовослужбовців низового складу були проти участі у вторгненні в Україну. Хартія 97 та її шеф-редактор Наталя Радіна також заявили, що білоруські офіцери доповіли своїм старшим, що ризикують повстанням або масовою здачею, якщо введуть свої частини в Україну.
10 березня секретар Ради національної безпеки і оборони України Олексій Данілов заявив, що вторгнення з Білорусі було «ударом у спину», на відміну від інших напрямків вторгнення Росії, які передбачалися.
10 березня в Коростені на півночі України під час повітряного обстрілу загинули двоє білоруських водіїв вантажівок. Імовірно, літаки базувалися в Білорусі Того ж дня біля авіабази Лунінець у Білорусі розбився невпізнаний російський літак (пілоти успішно катапультувалися). Українське видання «Обозреватель» стверджує, що літак був збитий над Україною і не долетів до авіабази в Білорусі.
11 березня українські офіційні особи звинуватили Росію у нанесенні авіаударів по білоруських населених пунктах з українського повітряного простору, намагаючись змусити Білорусь більш безпосередньо брати участь у бойових діях. Розвідка НАТО також вказала, що російські літаки злітали з Білорусі, імовірно, з білоруських авіабаз, щоб згодом увійти в Україну з білоруського повітряного простору; CNN описав це як використання Білорусі як «плацдарму» для повітряних атак на північ України.
З початку війни в незалежних білоруських та українських ЗМІ почали з'являтися повідомлення про морги та лікарні в містах на півдні Білорусі, які переповнені тілами російських військових. Також 11 березня стало відомо, що в місті Мозир, куди, ймовірно, доставляли тіла загиблих російських військових, складають у звичайне приміщення — 5 на 5 квадратних метрів, куди доступ мав лише завідувач відділу. Лікарі гадали, що десь існував мобільний крематорій.
17 березня розслідувачі відкритих джерел MotolkoHelp повідомили, що на авіабазі в Мачулищах розгорнуто ще російські ракети «Іскандер», а на території Білорусі помічені ЗРК «Панцир-С1» у Мінській області та біля смт. Мазир та С-400 у Барановичів. За даними MotolkoHelp, білоруським військовим наказали виконувати «брудну роботу» для російських військ, наприклад, ремонтувати пошкоджену техніку та очищати машини від бруду та людських останків.
Неодноразово офіційні особи/влада НАТО, США та/або України попереджали, що Білорусь може неминуче вступити у війну, щоб допомогти Росії, зокрема після звинувачень 11 березня в ініційованому Російською Федерацією нападі під фальшивим прапором на білоруські прикордонні поселення. 22 березня «високопоставлений представник розвідки НАТО» заявив, що Білорусь «готує середовище для виправдання білоруського наступу на Україну», хоча рішення приєднатися до війни ще не було прийнято.
Російські військові, які повернулися до Білорусі, намагалися продати награбоване в Україні або відправити до Російської Федерації. 2 квітня 2022 року українська розвідка повідомила, що в Нарулі російські військові влаштували «базар» з продажу товарів (пральних машин, холодильників, автомобілів, велосипедів, посуду, килимів, творів мистецтва, ювелірних виробів, іграшок, косметики тощо). 4 квітня білоруські журналісти опублікували 3-годинний кадр, на якому російські військові оформляють документи на відправлення великої кількості товарів на пошті в Мозирі (на одному з них був значок 56-ї гвардійської десантно-штурмової бригади). Російські військові також намагалися продати білорусам товари через Інтернет.
10 жовтня Лукашенко наказав білоруським військам приєднатися до російських військ поблизу України, стверджуючи, що Київ представляє явну загрозу для Білорусі, і заявив, що «якщо вони торкнуться одного метра нашої території, то Кримський міст здасться їм прогулянкою парком».
20 жовтня 2022 року координатор зі стратегічних комунікацій у Раді національної безпеки Джон Кірбі та прессекретар Пентагону Пет Райдер під час брифінгів оцінили вторгнення нового білорусько-російського угруповання військ на Україну як мінімальне. За їх словами, основна мета її створення — відтягнути якнайбільше української армії з півдня країни на прикриття північного кордону.
6 грудня 2022 року начальник ГУР Міноборони України Кирило Буданов заявив, що на території Білорусі концентрується «виключно оборонна зброя, яку в принципі не можна використовувати в наступі», чутки про повторний напад з боку Білорусі є російською операцією з дезінформації. 17 грудня ще один представник ГУР Міноборони України Андрій Юсов в ефірі українського агентства УНІАН сказав, що Білорусь не готує великі ударні угруповання, проте служить для Росії полігоном для тренування мобілізованих та постачальником озброєння, включаючи важке.

### 2023
8 січня 2023 Міністерство оборони Республіки Білорусь анонсувало проведення з 16 січня по 1 лютого спільних білорусько-російських льотно-тактичних навчань. 10 січня представник ЗСУ Олександр Павлюк сказав, що Україна посилила захист Києва. 11 січня Міністерство оборони Великобританії опублікувало замітку в Twitter, в якому було сказано, що передислокованих до Білорусі російських гелікоптерів недостатньо для повторного вторгнення.
16 лютого 2023 року Олександр Лукашенко на зустрічі з іноземними журналістами знову звинуватив Україну в тому, що вона спровокувала Росію на вторгнення, і сказав, що білоруська армія візьме безпосередню участь у бойових діях на боці Росії лише в тому випадку, якщо територію Білорусі буде атаковано.
Наприкінці лютого 2023 року західні ЗМІ, включаючи Yahoo News, Süddeutsche Zeitung, стали повідомляти про отримання доступу до документа під назвою «Стратегічні цілі Російської Федерації в Білорусі», нібито підготовленому в 2021 році підрозділом Адміністрації Президента Росії, що займається розробкою стратегій з досягнення Росії в Україні, у Білорусі, у Молдові та балтійських країнах. Згідно з цим документом, Росія має намір поглинути Білорусь до 2030 року, проте не шляхом військового вторгнення, як у випадку з Україною, а через примус до поступової інтеграції до Союзної держави. За повідомленням тих самих ЗМІ, схожий план був розроблений також для Молдови.
30 березня 2023 року в Мінську був затриманий Олексій Москальов, засуджений в Росії за нібито здійснену ним дискредитацію армії і втік з-під домашнього арешту. 12 квітня того ж року він був екстрадований назад до Росії.

### 2024
У листопаді 2024 року було оприлюднено інформацію про те як РФ закуповує мікросхеми для винищувачів і ракет через пов'язані з Лукашенком компанії. Частина цих компонентів (приблизно на 400 тисяч доларів) виявилася західного виробництва, незважаючи на чинні санкції. Такі поставки відбувалися через складні схеми, що включають фірми, пов'язані з найближчим оточенням Олександра Лукашенка. Журналісти з'ясували, що за майже два роки в Росію було відправлено близько 10 тисяч мікросхем американського і європейського виробництва. Серед них - продукція Intel, яка використовується для запуску і навігації авіабомб, а також у винищувачах Су-35С, Су-34, безпілотниках «Корсар» і ракетах «Калібр».
28 листопада стало відомо що журналісти знайшли у Білорусі російський фільтраційний табір, де катували українських цивільних та військових. Розслідування було виконане у співпраці з проєктом «Схеми» української служби «Радіо Свобода», білоруською редакцією «Радіо Свобода», за підтримки «Кіберпартизанів» і The Reckoning Project, організації, яка фіксує порушення прав людини.

### 2025
У липні 2025 року РФ знову використовувала повітряний простір Білорусі для повітряних атак на Україну.

### Розміщення на території Республіки Білорусь російської ядерної зброї
18 березня 2022 року в інтерв'ю телеканалу TBS Олександр Лукашенко сказав, що не має наміру розміщувати або виробляти на території країни ядерне озброєння, однак за умови, що ядерна зброя не буде розміщена в сусідній країні, Польщі, Литві чи Україні.
Наприкінці серпня 2022 року, у відповідь на перекидання до Європи, в рамках операції «Атлантична рішучість», американської військової техніки, Білорусь переобладнала свої військові літаки для несення російської ядерної зброї.
25 березня 2023 року Володимир Путін заявив, що досяг домовленості з Олександром Лукашенком про розміщення та зберігання на території Білорусі тактичної ядерної зброї, а також додав, що Лукашенко давно його просив про це. За його словами, це було зроблено у відповідь на рішення Великобританії постачати Україні снаряди зі збідненим ураном. У МЗС Республіки Білорусь зазначили, що ядерні боєзаряди будуть перебувати на території країни без передачі Мінську контролю за ними.
31 березня 2023 року, на Бучанському саміті у Києві, Володимир Зеленський розкритикував Олександра Лукашенка. За його словами, розміщення ядерної зброї на білоруській території «свідчить про повну втрату будь-якої суб'єктности», Олександр Лукашенко «більше не вирішує, яка зброя знаходиться на її території».
10 квітня 2023 року Олександр Лукашенко, на зустрічі з міністром оборони Росії Сергієм Шойгу, звинуватив США та європейські країни у накладенні економічних санкцій і, таким чином, у порушенні Будапештського меморандуму, і закликав Росію захищати Білорусь «як свою власну територію».

## Військова підтримка
Білорусь була помічена у постачанні зброї та боєприпасів із своїх складів, білоруські підприємства співпрацюють із російським ВПК, проводячи ремонти та модернізації російської військової техніки.
98 танків (T-72А і T-72АВ), 40 БМП-2 і 20 шасі для БМП-2 та 53 вантажівки Урал-4230 були передані із військових складів Білорусі у жовтні 2022 року, а ще 13 танків T-72 протягом 8-10 грудня 2022 року. Згідно з опублікованими даними про транспортування боєприпасів з території Білорусі до РФ та тимчасово окупованих територій України з січня 2022 до лютого 2023 було відправлено понад 130 000 тонн набоїв та боєприпасів.
10 січня 2024 року стало відомо, що російські військові працюють з особовим складом білоруських військових бригад та курсантами військових навчальних закладів. Відомо також, що у березні 2024 року, РФ стала оператором вантажівок МАЗ-6317, які раніше не використовувалися російськими військовими.
20 травня стало відомо, що військово-промисловий комплекс Республіки Білорусь має виготовити 700 прицілів для танків Т-72 і Т-90, 500 прицілів для БТР, 100 прицілів для бойових машин підтримки танків «Термінатор» та 70 прицілів для протитанкових комплексів «Хризантема» в рамках російського замовлення.
У липні того ж року стало відомо, що 558-й авіаційний ремонтний завод у Барановичах виконує капітальний ремонт та модифікацію російських гелікоптерів Мі-8 та Мі-17. 23 липня 2024 року стало відомо що Білоруські спецпризначенці підрозділу «Витязь» використовують захоплений український бронеавтомобіль «Козак-5». 13 серпня стало відомо що білоруський диктатор наказав передати армії РФ частину військової техніки білоруських підрозділів, що пов’язано із терміновим проханням російської сторони у зв’язку з втратами та нестачею техніки, як у Курській області, так і на інших напрямках.
У жовтні 2024 року стало відомо що білоруський державний 140-й ремонтний завод може бути залучений до ремонту та відновлення бронетехніки для армії РФ.
Наприкінці квітня 2025 року самопроголошений президент Білорусі Олександр Лукашенко підтримав ідею будівництва заводу з виробництва безпілотників на потреби Росії.

## Юридична співучасть
Юристи вважають, що, допомагаючи російському вторгненню, Білорусь є співучасником вторгнення, порушуючи міжнародну заборону «загрози силою або її застосування проти територіальної цілісності чи політичної незалежності будь-якої держави» Статуту ООН, глава 1, стаття 2(4). І вона винна в агресії згідно з визначенням Організації Об'єднаних Націй, оскільки «дозволяє використовувати свою територію, яку вона передала в розпорядження іншої держави, цією іншою державою для вчинення акту агресії».
Проте оскільки білоруські сили не брали безпосередньої участи, держава не є стороною в міжнародному збройному конфлікті і не несе відповідальности за порушення російськими силами міжнародного права в галузі прав людини.

## Білоруська опозиція вторгненню

### Громадська думка Білорусі
За даними Chatham House, 79 % білорусів вважають загибель білоруських солдатів під час війни між Росією та Україною неприйнятною, а понад 50 % вважали, що Білорусь має зберігати нейтралітет. Учасникам опитування, серед іншого, поставили запитання «Що мала зробити Білорусь після початку бойових дій між Росією та Україною?». 33 % висловилися за підтримку дій Росії (у тому числі 3 % за участь Білорусі у війні на боці Росії і 30 % проти), 25 % підтримали повний нейтралітет і вигнання всіх іноземних військ з території Білорусі, 21 % не впевнені, а 20 % підтримали Україну (у тому числі 1 % за участь Білорусі у війні на боці України і 19 % проти). Таким чином, щонайменше 74 % білорусів, незалежно від їхніх політичних позицій, негативно ставилися до будь-якої участі білорусів у війні.
Вважається, що «розгортання білоруських солдатів у повноцінній війні означало б радикальний розрив з наріжною ідеологією миру та стабільности Лукашенка [і поставило б питання] про підтримку Лукашенка з боку критичної частини білоруського суспільства, яка досі була вагаючись відкрито виступати проти режиму».
За словами Розмарі Томас OBE (колишню амбасадорку Сполученого Королівства в Мінську між 2009 і 2012 роками), «територія Білорусі мала (найвищий) рівень бійні під час Другої світової війни. Вони знають, про що йдеться. Прості білоруси сприймають Україну як братський народ. Вони зовсім не хочуть війни, але ОСОБЛИВО не з Україною».
За словами Джулі Д. Фішер, спеціального представника США в Білорусі, посла з 2020 року, очевидно, що «білоруси не хочуть, щоб їхні солдати воювали, щоб російські війська вторглися в Україну з Білорусі, щоб російські солдати залишалися в Білорусі. Білоруський народ не хоче, щоб за нього приймалися рішення з-за кордону».
У звіті правозахисників, опублікованому на другі роковини повномасштабного російського нападу, йшлося, що за висловлювання антивоєнної позиції в Беларуси були затримані не менше 1671 осіб.

### Засудження війни лідерами опозиції
Білоруська опозиційна лідерка Світлана Тихановська засудила Лукашенка за участь у вторгненні і висловила переконання, що «Україна виграє цю війну». Вона також припустила, що Лукашенко більше не контролює білоруську армію. Тихановська підтримує заклики Володимира Зеленського закрити небо над Україною. Тихановська заявила, що будь-які накази білоруських воєначальників вступити у війну на боці Російської Федерації будуть злочинними і такі командири будуть переслідуватися військовими трибуналами; вона закликала білоруських солдатів не підкорятися таким незаконним наказам.
Інший опозиціонер Павло Латушка закликав запровадити проти Лукашенка такі ж санкції та обмеження, як і проти Путіна: «З території Білорусі по Україні також були обстріляні ракетами, а Лукашенко такий же агресор, як і Путін». Він також закликав визнати Білорусь територією, тимчасово окупованою Росією, оскільки білоруський режим втратив незалежність у прийнятті рішень і більше не контролює територію Білорусі.
Голова Ради Білоруської Народної Республіки Інвонка Сурвілла надіслала публічного листа до президента України Володимира Зеленського, в якому висловила підтримку українському народу в його боротьбі за демократію, незалежність і європейське майбутнє. Вона також попросила Зеленського не ототожнювати білорусів з нелегітимним режимом Лукашенка і попросити українських чиновників і ЗМІ «припинити безпідставні утиски і образи білорусів, пряме асоціювання білоруського народу з диктатором і приниження зусиль білорусів у їхньому житті». тривалої боротьби з режимом Лукашенка", оскільки «не може бути колективної відповідальності та колективної провини в [нинішній політичній] ситуації [в Білорусі]».
18 квітня 2022 року Сурвілла звернулася до білоруських добровольців, які воюють за Україну, і підтвердила, що вони також борються за незалежність Білорусі.

### Засудження війни журналістами та знаменитостями
Білоруські опозиційні журналісти стверджували, що дії білоруського уряду можуть бути розцінені як агресія згідно зі статтею 3 (розділ «f») Резолюції 3314 Генеральної Асамблеї ООН («Дії держави щодо дозволу своєї території, яку вона розмістила у розпорядженні іншої держави для використання цією іншою державою для вчинення акту агресії проти третьої держави <…> …кваліфікується як акт агресії»).
Білоруська нобелівська лауреатка Світлана Алексієвич назвала дії Лукашенка щодо України «злочином». Вона додала, що якщо білоруські війська будуть направлені Лукашенком в Україну, щоб допомогти Росії воювати проти українських сил, то для них «героїзмом буде не стріляти». Вона також сказала, що війна Росії проти України є гіршим злом, ніж Друга світова, а українці та білоруси, які воюють проти Путіна у цій війні за свободу, є героями.
Інший білоруський письменник Альєрд Бахаревич заявляв, що «ми маємо одного ворога: для білорусів, українців, литовців і навіть росіян. І цей ворог — імперія Путіна, путінізм, путінський фашизм!».
Понад 80 представників білоруської кіноіндустрії публічно засудили військову агресію Росії проти України.
Зірка білоруського тенісу Вікторія Азаренко «заявила про своє занепокоєння та глибокий сум у зв'язку з подіями» в Україні.
Колишня білоруська олімпійська плавчиня Олександра Герасименя також заявила про свій негатив проти участі білоруської влади у війні: «Україна ніколи не була нашим ворогом, це наш братський народ».

### Антивоєнні громадські протести та диверсії в Білорусі
Незважаючи на дуже жорсткі заходи безпеки, запроваджені режимом Лукашенка, 27 лютого, в день голосування за зміни до конституції Білорусі, у містах Білорусі відбулися акції протесту проти вторгнення, під час яких, за даними Міністерства, було затримано 800 осіб. внутрішніх справ Білорусі.
Білоруські активісти зірвали роботу Білоруської залізниці (перевозить російські військові потяги), зруйнувавши два пункти керування семафорними сигналами та стрілочними переводами, організувавши коротке замикання сигналізації під Могилевом. Міністерство внутрішніх справ Білорусі назвало ці акти «терактами» і звинуватило в їх інспіруванні опозиціонерів Світлану Ціхановську та Павла Латушка. 2 березня хакери пошкодили мережеву інфраструктуру Білоруської залізниці. 3 березня Jerusalem Post повідомила, що генпрокуратура почала розслідування за фактом диверсії. Були численні диверсійні акти.
Станом на 9 березня 2022 року за підозрою у зриві руху російських військових потягів у Білорусі затримали щонайменше вісім осіб. Диверсії спонукали білоруську владу доручити спеціальний військовий підрозділ для патрулювання залізниць у цивільному.
30 березня 2022 року під час затримання поліцейські поранили трьох чоловіків 27 та 28 років з Бобруйська за нібито пошкодження залізничного обладнання поблизу Осиповичів.
Станом на 13 квітня 2022 року відкрито 7 кримінальних справ за фактами поширення інформації про переміщення російської військової техніки в Гомельській області.
Станом на 12 квітня на Білоруській залізниці зафіксовано близько 80 диверсій. За даними МВС Білорусі. Найпоширенішим видом пошкодження є підпал сигналізатора. Це порушує освітлення на залізничній системі, знижуючи швидкість поїзда до 20–15 км/год. Подружня пара також підпалила журнали військової техніки, що зберігалася на залізниці. До інших диверсій причетні самі залізничники, а також хакери, які атакували комп'ютерну систему. Заступник міністра внутрішніх справ Білорусі погрожував вбити таких осіб у своїй заяві на початку березня. Наприкінці березня в людей, які намагалися підпалити сигнальну будку, стріляли.
За словами радника Офісу президента України зі стратегічних комунікацій у сфері національної безпеки та оборони Олексія Арестовича, «білоруським партизанам вдалося пошкодити білоруську залізницю… Серйозно пошкоджено і ускладнило життя російським військам».
21 квітня 2022 року правозахисна спільнота Білорусі визнала політичними в'язнями одинадцять осіб, звинувачених у диверсії.
23 квітня 2022 року The Washington Post написала про таємну білоруську мережу залізничників і дисидентів, які допомогли зупинити наступ Росії на Київ.
Повідомляється, що 26 лютого 2023 року російський літак раннього попередження та управління А-50 був пошкоджений вибухами під час перебування на авіабазі Мачулищі поблизу Мінська, білоруське партизанське угруповання «План Перемога» стверджувало, що атакувало цей літак з використанням боєприпасів, скинутих з безпілотників. Однак супутникові знімки авіабази Мачулищі від 28 лютого не показали значних пошкоджень єдиного А-50, який там знаходиться.

### Білоруські добровольці

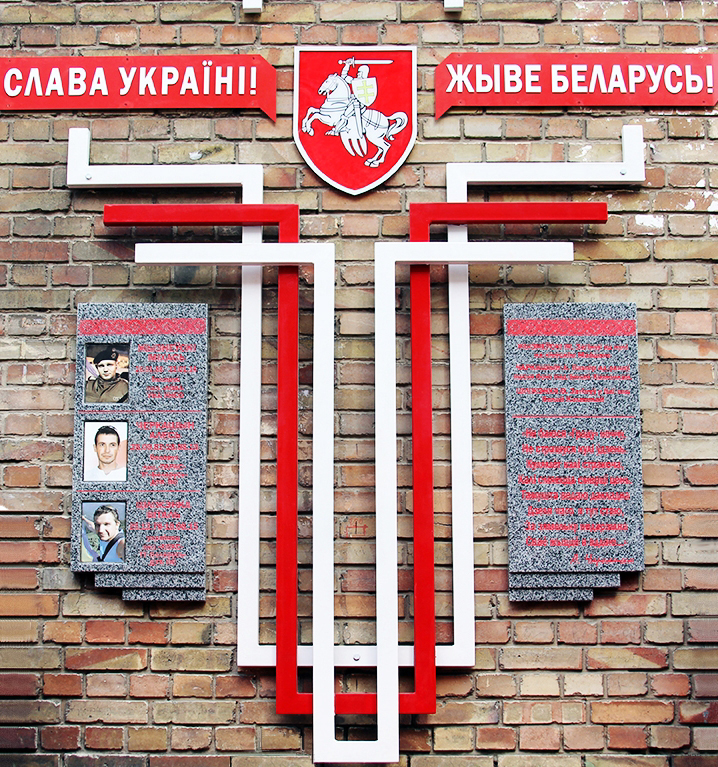
Пам'ятник білорусам, загиблим за Україну

Громадяни країни воювали як на боці Збройних сил України (Тактична група «Білорусь» з червня 2015 року, загін «Погоня» з червня 2014 по вересень 2016, батальйони «Азов» і «Торнадо», а також звичайні підрозділи ЗСУ), так і на стороні терористів (в складі батальйону «Схід» і козачих загонів). Під час боїв за Іловайськ (серпень-вересень 2014 року) зафіксовано участь загону «Погоня», в ході яких відзначилися бойовики з позивними «Брест», «Усач» і «Горб», які зуміли підбити в вуличних боях танк Т-72 і дві БМД злочинних формувань «ДНР». Тактична група «Білорусь» брала участі в боях за Авдіївку, Піски, Волновахи, Мар'їнка.
На 28 березня 2018 року, згідно з інформацією білоруської влади, у війні взяли участь 188 найманців і добровольців з Республіки Білорусь. Однак існують і інші цифри. Так, за даними Белсату, загальне число учасників війни з білоруським громадянством до цього часу досягло 1 тис. чоловік. У ГУБОЗіК заявили, що приплив в зону бойових дій білорусів, характерний для перших років війни, до 2018 року приплив був припинений. На той момент правоохоронні органи перевіряли на причетність до найманству на території України понад 730 білоруських громадян і осіб без громадянства, які проживають в Білорусі.
Згідно Громадському сектору загону «Погоня», у війні на сході України з української сторони взяли участь близько 200—250 білоруських громадян. Співавтор документальної книги «Добробати», колишній прес-офіцер батальйонів «Дніпро-1» і «Донбас» Василина Трохимович називала цифру в 400—500 чоловік, причому саме осіб з громадянством Республіки Білорусь, без урахування етнічних білорусів з української армії. Виходячи зі слів ветерана війни Олександра Жучковского, за кількістю бійців в рядах проросійських сепаратистів Білоруссю обходить тільки Росія. Чисельність білоруських найманців і добровольців на стороні терористів він оцінив в 700—1000 чоловік. У 2016 році білорус Олександр Огренич (позивний «Гориничі»), який очолював підрозділ розвідки терористів, назвав цифру в 700—800 терористів.

#### Полк імені Кастуся Калиновського

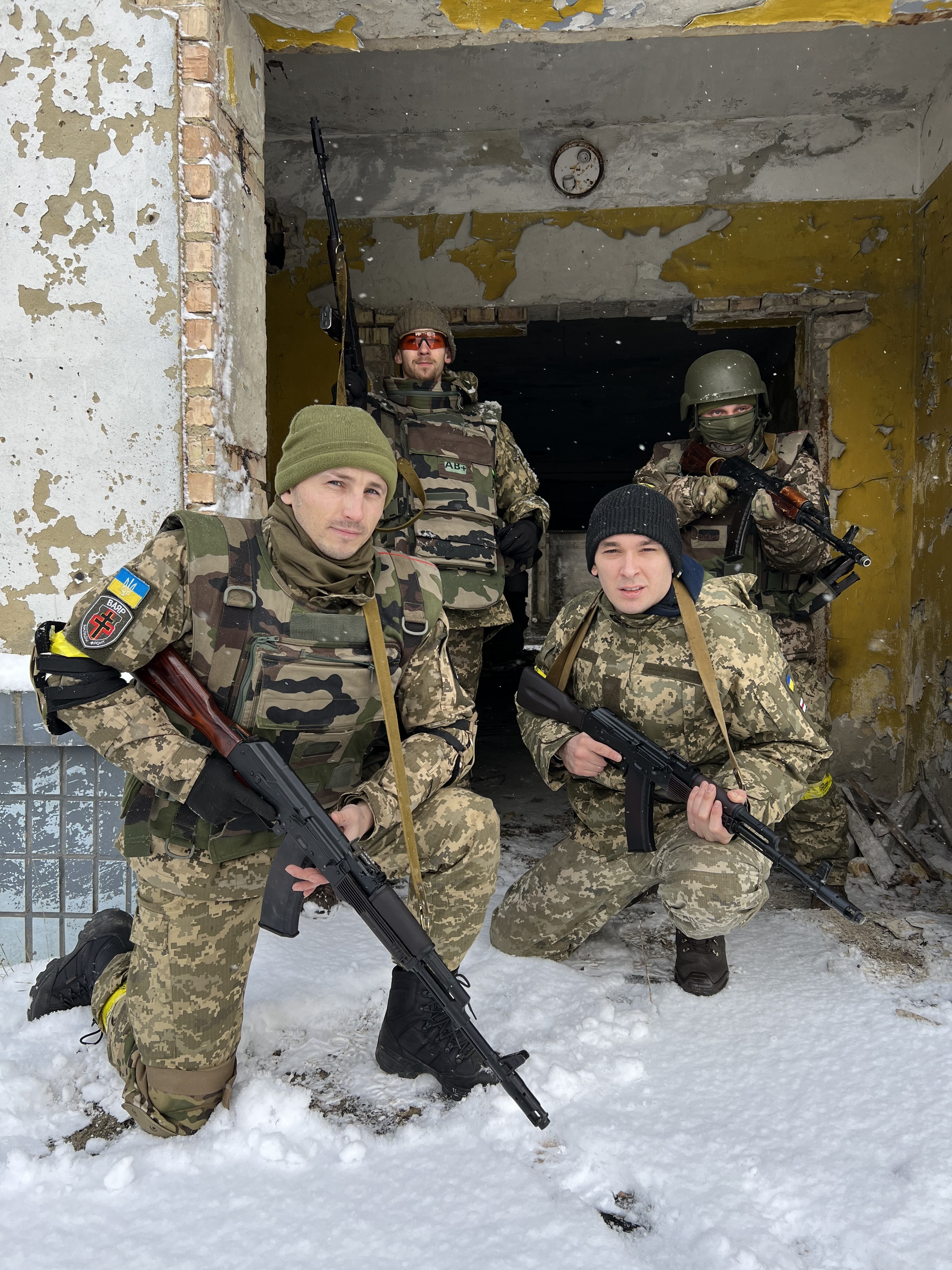
Білоруські добровольці в ЗСУ 8 березня 2022 року (пізніше був створений окремий білоруський батальйон)

В Україні для оборони Києва білоруси створили окремий батальйон імені Кастуся Калиновського.
Повідомляється, що понад 200 громадян Білорусі вступили до лав Збройних сил України для захисту України від російського вторгнення, ще 300 добровольців з Білорусі прибули через Польщу.
Колишній білоруський олімпійський веслувальник і рекордсмен світу Павло Шурмей заявив про намір воювати за Україну в якості добровольця.
Ще один білоруський добровольчий батальйон, який воює за Україну, окрім батальйону імені Кастуся Каліновського, відомий як полк «Пагоня». За Україну воюють ще кілька білоруських військових частин.

##### Загиблі добровольці
На березень 2018 року відомо про загибель 17 громадян Білорусі, з яких 9 билися в рядах проросійських сепаратистів, а 8 — на боці України.
4 березня 2022 року повідомлялося, що Ілля «Ліцвін» став першим білоруським добровольцем, який загинув під час важких боїв під українським містом Буча.
13 березня 2022 року повідомлялося, що учасник батальйону імені Кастуся Каліновського на прізвисько «Тур» (справжнє ім'я Олексій Скобля) загинув під час бою під Києвом, коли його підрозділ потрапив у засідку. 13 квітня 2022 року президент України Зеленський посмертно присвоїв Скоблію звання «Герой України» — «за особисту мужність і героїзм, виявлені у захисті державного суверенітету та територіальної цілісності України, вірність військовій присязі».
24 березня 2022 року в бою за Ірпінь загинув Зміцер Апанасович («Терор»).
Дмитро Рубашевський («Ганс») став четвертим білорусом, який загинув, захищаючи Україну. Він приїхав воювати за Україну у 2015 році, у 2019 році був важко поранений і втратив око.
Наприкінці квітня 2022 року, воюючи за Україну в Донецькій області, загинув Константин Дзюбайла («Дранік»).
16 травня 2022 року під час бою за українське село був смертельно поранений командир загону батальйону імені Кастуся Калиновського Павло «Волат», який помер дорогою до лікарні.

#### Кримінальні переслідування
За статтею 361-3 Кримінального кодексу республіки за участь на території іноземної держави в збройних конфліктах або військових діях карається до 5 років обмеження волі або від 2 до 5 років в'язниці, а за статтею 361-1 за створення екстремістського формування або керівництво таким формуванням або входять в нього структурним підрозділом загрожує до 10 років в'язниці.
Активно відстежувати ветеранів війни білоруські силовики почали з 2015 року. У 2017 році слідчі порушили 10 кримінальних справ, і вже до кримінальної відповідальності притягнули сім чоловік. За словами начальника Головного управління по боротьбі з організованою злочинністю і корупцією (ГУБОПіК) МВС полковника міліції Миколи Карпенкова, крім цього встановлено більше 20 громадян України, Росії, Таджикистану, які проживали на території Білорусі і воювали на сході України. Голова КДБ Валерій Вакульчик в 2019 році заявив, що фігурантами кримінальних справ про найманство є 138 осіб. Суди, як правило, проходять в закритому режимі і не завжди відомі ЗМІ. Найбільш гучними стали наступні:
- 2016: Восени 28-річного уродженця Новополоцка Тараса Аватарова, який повернувся з війни на сході України, засудили на 5 років. Однак йому пред'явили звинувачення в зберіганні та перевезенні боєприпасів. Чоловіка затримали вночі на залізничному вокзалі. Його видав стирчить з-під куртки бронежилет. Під час обшуку в речах знайшли саморобну гранату, пістолет і довідку про участь в антитерористичній операції в Україні, видану угрупованням «Правий сектор».
- 2017: У березні засудили 20-річного вітебляніна, який воював у складі батальйону «Азов». Судовий процес був збуджений не по найманство, а за грабіж, розпалювання расової, національної ворожнечі, зберігання і розповсюдження порнографії, особливо злісне хуліганство і наругу над пам'ятниками захисникам Вітчизни. В результаті той отримав 7 років колонії посиленого режиму. У вересні 29-річний білорус отримав 2 роки обмеження волі без направлення до виправної установи відкритого типу — його судили за статтею 361-3. За неофіційними даними, це житель Постав, який воював на сході України. Через місяць з тієї ж статті і такий же термін отримав 41-річний житель Річиці, який воював за самопроголошену «ДНР». У грудні гомельчанин, що воював на боці сепаратистів, засудили на два роки. Гомельський обласний суд виніс вирок 29-річному білорусу за кримінальною статтею «Участь на території іноземної держави в збройному формуванні або збройному конфлікті, військових діях, вербування або підготовка осіб до такої участі». За найманство за статтею 361-3 білорус отримав мінімальний термін — 2 роки позбавлення волі. У суді обвинувачений запевняв, що не був військовослужбовцем, не мав вогнепальної зброї і не брав участі в бойових діях. За словами гомельчанин, він вступив у російську громадську організацію, склав присягу на вірність і попрямував з гуманітарною місією на територію України, яка перебуває під контролем «ЛНР».
- 2018: У травні за статтею 361-3 колонії загального режиму отримав житель міста Кругле. Білорус воював на боці самопроголошеної «ЛНР».

9 вересня 2015 року в готельному комплексі під Києвом співробітниками карного розшуку та військової прокуратури України був затриманий брестчанин Данило Олександрович Ляшук (нар. 1 листопада 1995), відомим також як «Моджахед». Він звинувачувався в причетності до мародерству, викрадень, жорстоким тортурам і катуванням населення Луганської області. Білоруса українські правоохоронні органи шукали більше двох місяців. Йому були пред'явлені звинувачення, передбачені частиною 1 статті 255 («Створення злочинної організації з метою вчинення тяжкого чи особливо тяжкого злочину або участь в ній, або участь у злочинах, вчинюваних такою організацією»), частиною 5 статті 27 ("пособництво у вчиненні злочину або його приховування "), частиною 2 статті 365 (" Перевищення влади або службових повноважень, якщо воно супроводжувалося насильством, застосуванням зброї або болісними і такими, що ображають особисту гідність потерпілого, діями "), частиною 3 статті 146 (" Незаконне позбавлення волі або викрадення людини, вчинені в складі організованої групи, або якщо вони спричинили тяжкі наслідки ") і частиною 2 статті 127 КК України (" Катування, вчинені за попередньою змовою групою осіб, або службовою особою з використанням свого службового становища "). За даними слідства, в період між 13 березня і 2 квітня 2015 року Ляшук брав участь у викраденні і тортурах 10 осіб. Головний військовий прокурор Анатолій Матіос зазначив, що саме він «з надзвичайних цинізмом і зухвалістю, жорстокістю і жорстокістю здійснював найбільш жорстокі тортури місцевого населення Луганської області, організовував і брав безпосередню участь у зґвалтуванні затриманих, яких він разом з іншими підозрюваними викрадав з корисливих мотивів».
Раніше Ляшук значився як навколофутбольний «правий» репер Денні Мед, брав участь у бійках з членами «антифа», вболівав за брестський «Динамо». За ним також зафіксовані симпатії до бойовиків ІГІЛ і нацистської ідеям. 24 листопада 2014 року його виїхав з Бреста на маршрутному автобусі на Україну. Ляшук вступив в роту патрульної служби міліції особливого призначення «Торнадо» ГУ МВС України в Запорізькій області під командуванням неодноразово судимого Руслана Онищенко. В на початку 2015-го білорус отримав поранення в боях під Луганськом. Після дніпропетровського госпіталю повернувся до лав роти «Торнадо».
У квітні 2017 року оболонський суд Києва виніс вирок 12 бійцям добровольчої спецроти міліції «Торнадо», в тому числі і Ляшук. Білорус отримав 10 років в'язниці.
23 травня 2021 року борт FR4978 ірландської авіакомпанії Ryanair, що летів з Афін до Вільнюса, отримав повідомлення про мінування і приземлився в національному аеропорту Мінськ. Спочатку державне агентство БелТА повідомило, що ініціатива дострокового приземлення виходила від пілотів однак згодом представник Ryanair повідомив, що курс літака був змінений за вказівкою білоруського центру з управління повітряним рухом. Від білоруських диспетчерів, за твердженням авіакомпанії, надійшла інформація про загрозу вибуху на борту літака. Після посадки був затриманий білоруський опозиційний активіст Роман Протасевич, раніше воював на сході України в складі батальона «Азов». Представники самопроголошених республік звинувачують білоруса в скоєнні злочинів проти мирного населення. Президент Олександр Лукашенко заявив, що не заперечує проти того, щоб повстанці приїхали до Мінська і допитали затриманого.

### Антивоєнні акції білоруської діаспори

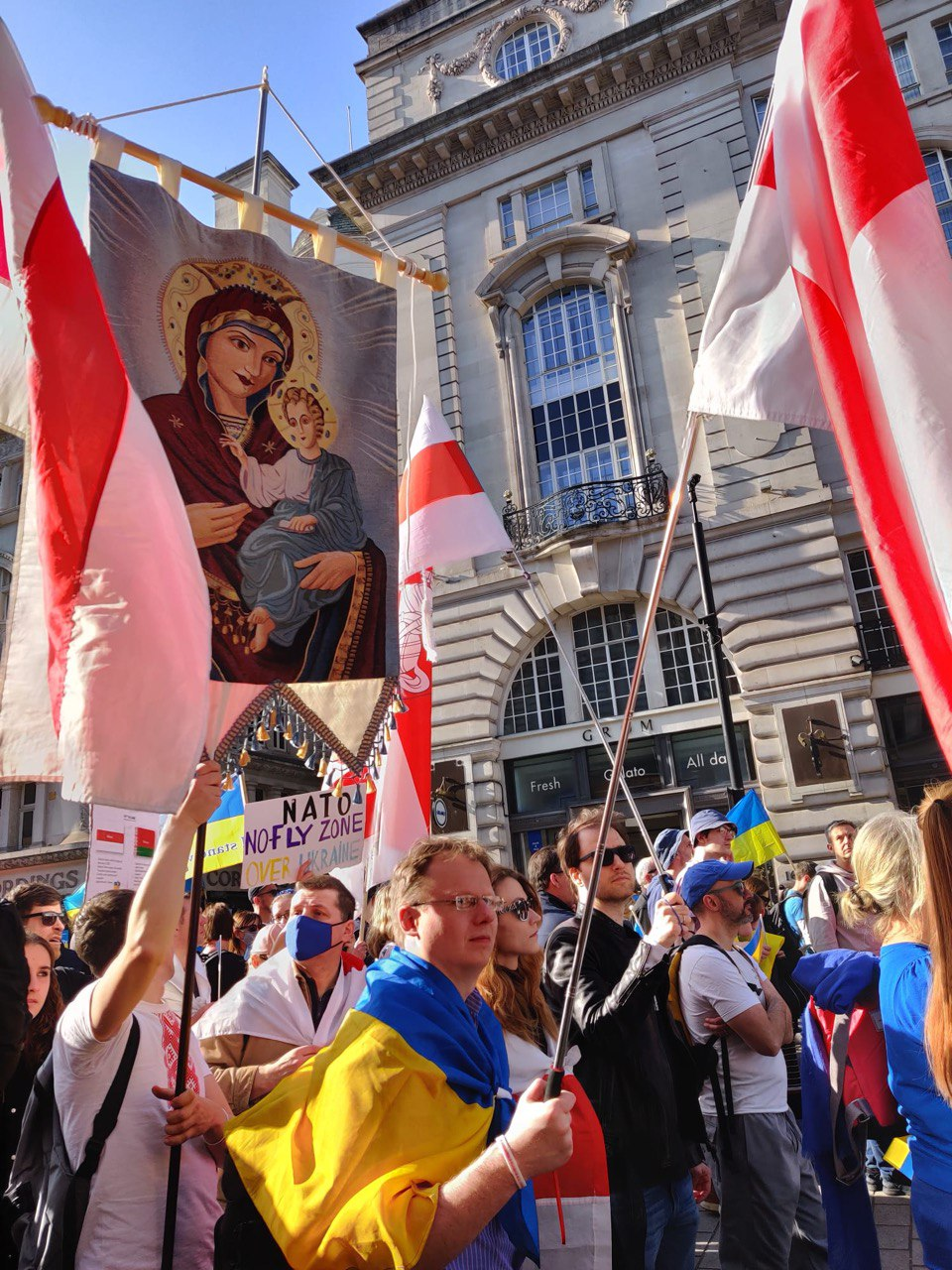
Білоруська діаспора бере участь у Марші Stand with Ukraine у Лондоні, 26 березня 2022 року.

Білоруси, які проживають за межами Білорусі та України, висловлюють свою солідарність з українським народом, відвідуючи антивоєнні мітинги, допомагаючи організаціям, які займаються українськими біженцями, збирають і доставляють фінансову та гуманітарну допомогу, а також допомагають білоруським добровольцям, які воюють для України. Декілька організацій у Великій Британії заснували «Білоруси в Британії для України», головну ініціативу для координації їхньої відповіді.

## Гуманітарна допомога
Перша гуманітарна допомога для жителів південного сходу України була зібрана і спрямована в грудні 2014 року Союзом афганців Білорусі, спільно з групою «СРСР» і російськими однодумцями. Вантаж доставлений в Новосвітлівка. Волонтери привезли їжу для нужденних мешканців і більше 35 тисяч книг, які пішли в бібліотеки терористів[неавторитетне джерело].
26 квітня 2017 року Олександра Лукашенко оголосив наміри відправити тепер уже урядову гуманітарну допомогу. У червні вантаж був відправлений. Гуманітарна допомога складалася з стандартного продуктового і гігієнічного комплекту з розрахунку на чотири тисячі осіб. У нього входили соняшникову олію, крупи і макаронні вироби, цукор, м'ясні консерви, дріжджі, борошно, шампунь, мило, зубна паста, миючі та інші гігієнічні засоби. Загальна вага вантажу становить 58 тонн.
У червні 2018 з маршруту Мінськ-Київ-Сєверодонецьк-Краматорськ вирушив новий конвой з гуманітарною допомогою для жителів регіону. Вантаж містив продукти харчування, ковдри, намети, пересувні дизельні електростанції та взуття, а також 150 комплектів парт і стільців для дітей старшого шкільного віку, 75 шаф для шкільного приладдя та підручників і 44 холодильника «Атлант». Загальним вага вантажу становив 55 тонн, загальною вартістю близько 80 тис. Доларів. У Києві були вивантажені продукти, а меблі та холодильники відправлені безпосередньо в Східну Україну.

## Біженці
За даними комісара ООН у справах біженців, до листопада 2016 року в країну прибуло близько 160 тис. українських біженців. Частина їх пройшла процедуру натуралізації, частина отримала дозвіл на постійне проживання, частина просто отримала тимчасовий притулок і після нормалізації ситуації повернулася в держава громадянської належності або переїхала в треті країни. За розпорядженням Олександра Лукашенка біженцям були надані пільги, в тому числі пріоритет при оформленні документів і сприяння в працевлаштуванні. Як заявив начальник Департаменту по громадянству і міграції МВС Олексій Бігун, на 2020 рік понад 3 тис. 850 громадян України мали на території Білорусі додатковий захист, також деяким з них надано статус біженця, 2/3 були особами працездатного віку і працювали на території країни, 12 % громадян перебували у відпустці по догляду за дитиною, багато українців, які отримали додатковий захист, народили в республіці дітей і досить інтенсивно інтегрувалися в суспільство.
За словами білоруського юриста Максима Ганцевичах, більшість українців, які втекли від військових дій в Білорусі, навіть не намагалися отримати статус біженця і знаходилися фактично в статусі трудових мігрантів. Багато взагалі не вважали за потрібне ставати на облік в посольстві і не намагалися офіційно працевлаштуватися. Крім того, деякі перетинали кордон багаторазово, а хтось не мав наміру отримувати посвідку на проживання ілт знаходиться в Білорусі короткочасно. Але більшість людей, що бігли від війни, просто не знали, що при перетині кордону їм відразу ж потрібно було заявити про подачу на статус біженця. Замість цього вони спочатку їхали до родичів або друзів, а вже потім зверталися до відділів з питань громадянства і міграції за реєстрацією.
15 вересня 2022 року Олександр Лукашенко підписав указ, за яким українським біженцям, які потрапили до Білорусі, надаються права нарівні з білоруськими громадянами, включаючи здобуття дошкільної, шкільної, середньо-спеціальної, вищої освіти, медичного обслуговування, допомоги на дітей, пенсії. Білоруські роботодавці були звільнені від сплати держмита, пов'язаних із наймом українських працівників.

## Реакції

### Україна

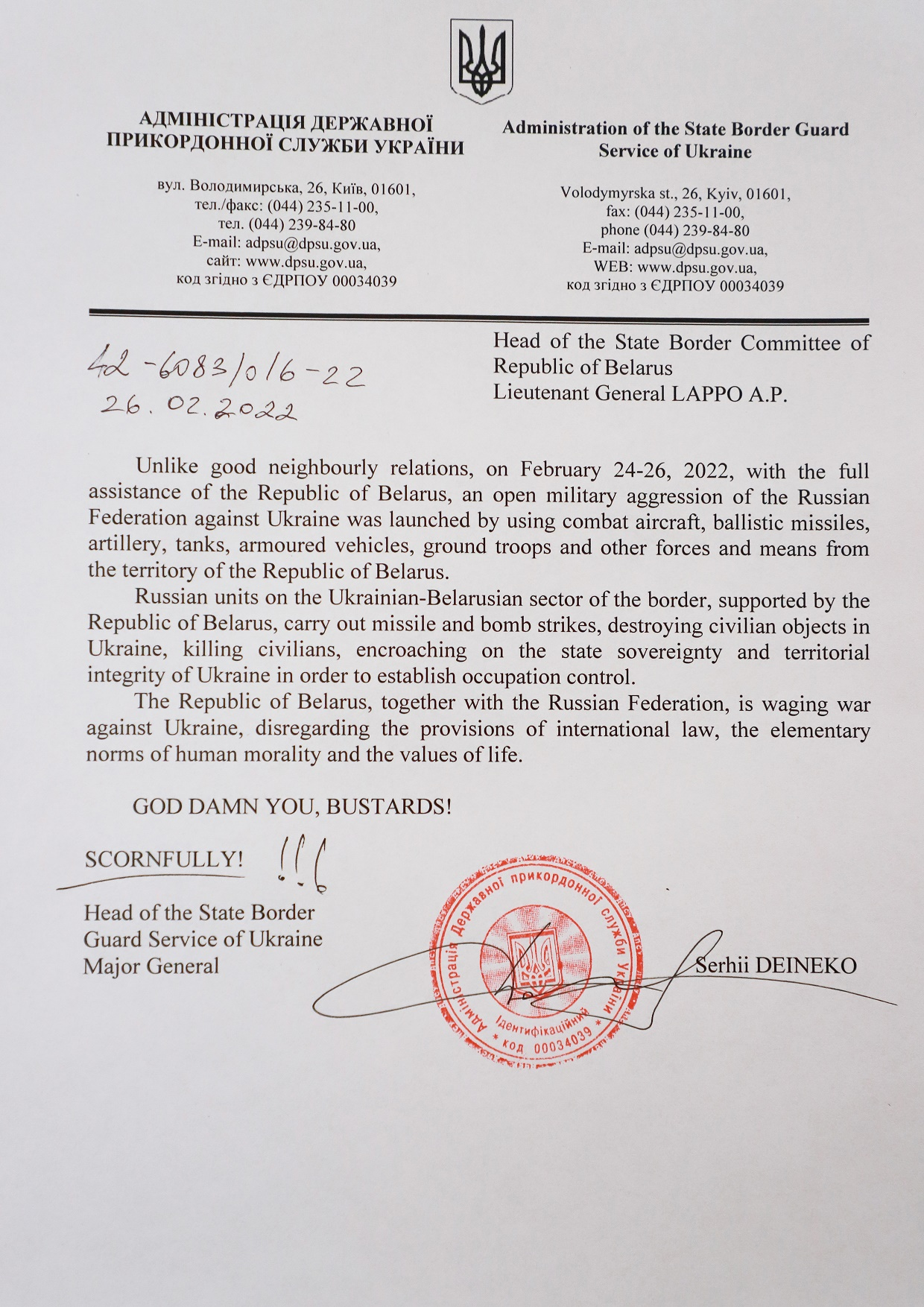
Лист голови Держприкордонслужби України Сергія Дейнека до голови Держприкордонкомітету Білорусі Анатолія Лаппо, 26 лютого 2022 року.

26 лютого голова Держприкордонслужби України Сергій Дейнеко написав офіційного листа голові Державного прикордонного комітету Білорусі Анатолію Лаппо, звинувативши його організацію в допомозі Росії вторгнутися в Україну з півночі. Деякі депутати Верховної Ради України закликали розірвати дипломатичні відносини з північним сусідом.
Велика кількість інтернет-хакерів, зокрема пов'язаних з децентралізованою групою під назвою Anonymous і Ukrainian IT Army, здійснили численні кібератаки проти білоруських урядових установ і державної залізниці. У відповідь на вторгнення Anonymous злив близько 200 гігабайт листування білоруської приватної оборонної компанії Tetraedr.

### Білорусь

#### Влада
Президент Білорусі Олександр Лукашенко спочатку заперечував участь білоруських військових у війні, а Міністерство оборони Білорусі не коментувало повідомлення про те, що ракети, запущені з Білорусі, вразили українські цілі. Однак 27 лютого Олександр Лукашенко визнав, що Росія обстріляла Україну з Білорусі, але прокоментував це як «вимушений крок». Лукашенко також оголосив, що не буде наказувати білоруським військам приєднуватися до росіян, які воюють в Україні, попри повідомлення, що вони вже були в Україні, однак він вирішив перекинути додаткові сили до українського кордону 1 березня.

#### Опозиція
У 2017 році за даними бази Мирототворець Сергій Тихановський свідомо порушив державний кордон України з метою проникнення до захопленого російськими окупантами Криму, брав участь у спробах легалізації окупації АР Крим російськими загарбниками.
У 2020 році Світлана Тихановська не одноразово заявляла "Юридично Крим український, фактично — російський" чим обурила українське суспільство. Не одноразово поплічники Світлани Тихановської, в тому числі радник по міжнародним питанням Валерій Ковалевский, звинувачували українців у відсутності суттєвої підтримки протестів 2020 року і перекладали на українців відповідальність за причетність Білорусі.
Білоруська опозиціонерка в екзилі Світлана Тихановська засудила Лукашенка за участь у вторгненні. Білоруські опозиційні журналісти стверджували, що дії білоруської влади можна розцінювати як агресію за ст 3 (розділ «f») Резолюції Генеральної Асамблеї Організації Об'єднаних Націй 3314 ("Дії держави, що дозволяють використовувати свою територію, яку вона надала у розпорядження іншої держави, цією іншою державою для вчинення акту агресії проти третя держава […] … кваліфікувати як акт агресії "). 27 лютого, у день голосування за зміни до білоруської конституції, у містах Білорусі пройшли протести проти вторгнення, під час яких було затримано 800 осіб, повідомляє МВС Білорусі.
Білоруські активісти зруйнували роботу Білоруської залізниці (перевозить російські військові потяги), зруйнувавши два пункти керування семафорними сигналами та стрілочними переводами, організувавши коротке замикання сигналізації під Могильовом. Міністерство внутрішніх справ Білорусі назвало ці акти «терактами» і звинуватило в їх інспіруванні опозиціонерів Світлану Ціхановську та Павла Латушка. 2 березня хакери пошкодили мережеву інфраструктуру Білоруської залізниці. 3 березня Jerusalem Post повідомила, що генпрокуратура почала розслідування за фактом диверсії.
18 лютого 2023 року Світлана Тихановська відвідала Мюнхенську конференцію з безпеки, відкриту напередодні річниці російського вторгнення. Під час конференції вона також зустрілася і провела бесіду з Джорджем Соросом.

### Церкви та релігійні організації
Придушення протестів 2020—2021 років суттєво зменшило можливість християнських громад висловлювати свою позицію незалежно від влади. До 2022 року продемократична громадська активність білоруських християн зосередилася навколо групи «Християнська візія», більшість членів якої перебувала за кордоном. У день вторгнення група виступила із заявою, в якій засудила агресію та використання білоруської території російською армією, висловила солідарність з Україною та закликала білоруських солдатів не брати участі у війні. Активістами «Християнської візії» було створено ініціативу «Християни проти війни», яка вивчала релігійний досвід протидії російській агресії.
Спочатку керівництво всіх основних білоруських християнських конфесій уникало називати ті події вторгненням чи війною. Предстоятель Білоруської православної церкви митрополит Веніамін не засудив вторгнення, але закликав сторони «робити кроки назустріч». Православний теолог Наталія Василевич розкритикувала його позицію. Інші православні єпископи мовчали. 
У першому повідомленні Конференції католицьких єпископів у Білорусі, опублікованому 26 лютого, йшлося про «конфлікт в Україні». У відповідь на різку критику мирян єпископська конференція зібралася на позачергове засідання 3 березня. У своїй заяві єпископи висловили стурбованість переростанням політичного конфлікту у війну і закликали не допустити участі в ньому Білорусі. 9 березня Українська греко-католицька церква подякувала білоруським єпископам за «братерську солідарність».
2 березня четверо єпископів євангельських конфесій закликали своїх вірян до триденного посту та молитви за припинення війни в Україні. Там зазначили, що до цього причетна й Білорусь.
9 березня Всеукраїнська Рада Церков звернулася до релігійних діячів Білорусі з проханням «використати свої повноваження для недопущення втягнення білоруської армії у війну проти України».
У деяких католицьких парафіях і монастирях відбулися молитви за Україну та мир в Україні. Кілька православних, католицьких і протестантських священиків і пасторів публічно протестували проти війни. Православний священик Михайло Маруга був затриманий під час акції проти російського вторгнення в Україну біля залізничного вокзалу Мінська 28 лютого та засуджений до 13 діб арешту.
3 березня Союз матерів закликав солдатських матерів прийти до Білоруського православного собору в Мінську, щоб помолитися за припинення російської агресії та утримання Білорусі від участі. До акції долучилися майже 100 матерів, затримано щонайменше чотирьох жінок і двох журналістів.

#### Церкви в білоруській діаспорі
27 лютого греко-католицька парафія в Лондоні звернулася до братів-українців, висловивши солідарність з народом України та побажання, щоб їхня перемога надихнула білорусів припинити російську окупацію їхньої країни.

### Західні країни
Допомога Білорусі вторгненню Російської Федерації викликала засудження західних держав. У день вторгнення Мінфін США ввів санкції проти Білорусі за її причетність до російського вторгнення. Під санкції потрапили кілька ВПК і генерали 26 лютого Японія розглядала можливість запровадити аналогічні санкції, які запровадила через два дні.
Європейський Союз ввів перші санкції проти Білорусі — перші були запроваджені 27 лютого, які заборонили певні категорії білоруських товарів в ЄС, включаючи ліс, сталь, мінеральне паливо та тютюн. Після того, як прем'єр-міністр Литви запропонував відключити Білорусь від SWIFT, Європейський Союз, який не визнає Лукашенка легітимним президентом Білорусі, почав планувати розширення санкцій, які вже були введені проти російських організацій і вищих посадовців, на свого союзника.

### Міжнародні організації
2 березня 2022 року Генеральна Асамблея Організації Об'єднаних Націй переважною більшістю голосів проголосувала за догану Росії за її вторгнення в Україну та вимагала від Москви припинити бойові дії та вивести свої військові сили, що має на меті дипломатичну ізоляцію Росії у світовій організації. За резолюцію проголосував 141 із 193 членів Асамблеї, 35, включаючи Китай, утрималися, а 5 країн, включаючи Росію та Білорусь, проголосували проти документа. Пункт 10 резолюції Генасамблеї ООН від 2 березня 2022 року підтвердив причетність Білорусі до незаконного застосування сили проти України.
У червні 2022 року CERN заявив, що повністю припиняє співпрацю з Білоруссю у 2024 році, коли закінчаться поточні п'ятирічні угоди про спільну діяльність.
У січні 2023 року Білорусь була виключена зі списку мовників чотирьох Олімпійських ігор 2026—2032.